# 和歌山県立紀央館高等学校
和歌山県立紀央館高等学校（わかやまけんりつ きおうかんこうとうがっこう）は、和歌山県御坊市湯川町小松原（紀勢本線御坊駅前）に所在する公立の高等学校。
単位制高校で県内の公立高校としては初となる前期、後期で構成される2学期制（セメスター制）を採用している。

## 設置学科
- 普通科（1学年あたり120名）
- 工業技術科（1学年あたり40名）

## 普通科のコース
- 人文系列 - 四年制大学、短期大学、看護・医療系専門学校等への進学志望によりきめ細かく対応できるカリキュラムを備えている。
- ビジネス系列 - 商業系科目は20科目以上開設。これまでの商業科・情報処理科での授業内容とほとんど変わりはない。
- 教養カルチャー系列 - スポーツ、芸術科目を中心に履修できる。自分の興味・関心、学力に応じて選択履修でき、高校生活を充実したものにできる。

## 校訓
- 希望 - 自ら目標をたて、希望を持って楽しく学び続けること。
- 価値 - 自己の価値に気づき信頼し、同時に人々の価値を尊重し、人々に愛され信頼され、尊敬される人間性を磨き続けること。
- 徹底 - 平凡なことをおろそかにせず、基礎・基本をしっかり身につけること。当たり前のことがしっかりできるように、中途半端でなく、徹底して自己をトレーニングすること。

## 校名の由来
- 御坊市は南北に長い、和歌山県（紀州）のほぼ中央に位置するところから「紀央」を、また校地が、室町時代に当地方を治めていた亀山城城主、湯川氏の別邸「小松原館」の跡地であることから、「館」をもらい命名された。

## 沿革
- 1958年 - 和歌山県立御坊商工高等学校として開校（日高高等学校定時制を併設）
- 1959年 - 定時制課程が日高高等学校に移転
- 1961年 - 電気科を新設
- 1961年 - 第33回選抜高等学校野球大会に初出場
- 1981年 - 第53回選抜高等学校野球大会に20年ぶり2度目の出場
- 1986年 - 第58回選抜高等学校野球大会に5年ぶり3度目の出場
- 1989年 - 情報処理科を新設
- 1991年 - 電子機械科を新設し、機械科の募集を停止
- 2003年 - 紀央館高等学校に改称。単位制の普通科・工業技術科を新設し、商業・情報処理・電子機械・電気の4科の募集を停止
- 2007年 - 御坊商工高等学校として開校して4月1日に創立50周年を迎える。

## 創立50周年
- 2007年4月1日に紀央館高等学校は御坊商工高等学校として開校した1958年から数えて創立50周年を迎えた。
- 記念事業展開のため同窓会、保護者会「新成会」、教職員らで組織する「御坊商工・紀央館創立50周年記念事業実行委員会」を2006年10月14日に結成。
- 50周年記念事業 - 記念式典（2007年11月17日）や講演会、クラブ活動活性化基金創設、記念誌発行、文化祭での芸術鑑賞、モニュメント設置等が記念事業として行われた。

## 学校行事

### 球技大会
- 男子 - ソフトボール・ミニサッカー
- 女子 - バレーボール・ドッジボール

### 文化祭
- 紀央祭（11月上旬）

### マラソン大会
- 距離 - 男子9.6km 女子6.3km
- 会場 - 南山陸上競技場

## クラブ活動

### 体育系
- 剣道部
- 柔道部
- 弓道部
- バスケットボール部
- バレーボール部（女子）
- サッカー部
- ホッケー部
- ソフトテニス部
- 卓球部
- バドミントン部
- 硬式野球部
- 陸上競技部

### 文化系
- 工作研究部
- ビジネス研究部
- 家庭研究部
- 自然科学部
- 囲碁将棋部
- 吹奏楽部
- 書道部
- 美術部
- 茶道部
- 華道部
- 漫画部
- 写真部
- 文化コミュニケーション部

## 著名な出身者
- 玉置和郎 - 元総務庁長官
- 籔内美和子 - 美浜町長
- 吉本亮 - プロ野球選手
- 宮本裕司 - プロ野球選手